# Glenea univitticollis
Glenea univitticollis är en skalbaggsart som beskrevs av Stefan von Breuning 1959. Glenea univitticollis ingår i släktet Glenea och familjen långhorningar. Inga underarter finns listade i Catalogue of Life.